# Тула (приток Моктесумы)
Тула (исп. Tula) — это река в штате Идальго в центральной Мексике. Она протекает через древний город Тулу, бывшую столицу Тольтеков. Впадает в водохранилище Симапан на реке Моктесума. В соответствии с данными Национальной Комиссии Воды Мексики, река Тула — одна наиболее загрязнённых этой страны. Она производит 409 миллионов м³ промышленных сточных вод в год.

## История
12 трупов были обнаружены в системе глубокого дренажа у реки Тула 14 января 1981 года. Только восемь тел были идентифицированы два года спустя, и было невозможно утверждать, были ли они торговцами кокаином.